# Susanne Lackner
Susanne Lackner (* 14. September 1978 in Passau) ist eine deutsche Wissenschaftlerin und Para-Ruderin. Sie ist seit 2016 Professorin bei der Fachgruppe Wasser und Umweltbiotechnologie an der Technischen Universität Darmstadt. Der Para-Nationalmannschaft gehört sie seit 2007 an und startet in der Klasse PR3. Sie nahm 2008 und 2016 an den Paralympics teil.

## Studium und wissenschaftlicher Werdegang
Lackner schloss 2005 ihr Studium als Diplom-Ingenieurin Umweltschutztechnik an der Universität Stuttgart ab, im selben Jahr erlangte sie auch den Master of Science in Water Resources and Management, der von der Universität Stuttgart und der University of Waterloo (Kanada) vergeben wurde. 2009 promovierte sie in Environmental Engineering an der Technical University of Denmark (Lyngby, Dänemark). Nach kurzer Tätigkeit als Prozessingenieurin war sie zunächst am Lehrstuhl für Siedlungswasserwirtschaft an der Technischen Universität München tätig, bevor sie dann 2012 Arbeítsgruppenleiterin am Lehrstuhl für Wasserchemie und Wassertechnologie im Karlsruher Institut für Technologe wurde. Am gleichen Instîtut hatte sie von 2014 bis 2015 eine Juniorprofessur (Biotechnology for Wastewater Treatment) inne. 2015 wurde sie als Professorin an die Bauhaus-Universität Weimar berufen. Seit 2016 ist sie Professorin an der TU Darmstadt in der Fachgruppe Wasser und Umweltbiotechnologie.

## Forschung und Lehre
Lackners wissenschaftliche Tätigkeit bezieht sich im wesentlíchen auf die Abwasserbehandlung. Sie forscht zur biologischen Stickstoffelimination und arbeitet an entsprechenden Reaktorkonzepten. Auch die weitergehende Abwasserbehandlung und Wasserwiederverwendung ist ein Arbeitsschwerpunkt, das Arbeitsfeld erstreckt sich von Nachweis und Reduktion von antibiotikaresistenten Bakterien und Genen, über Spurenstoffreduktion bis hin zu Mikroplastik. Auch auf dem Gebiet der angewandten Umweltmikrobiologie ist sie tätig, so arbeitet sie auch an der Entwicklung von Nachweismethoden von SARS-CoV-2 Viren in Abwasser.
Sie bietet Lehrveranstaltungen zur Mikrobiologie und zur Simulation von Kläranlagen an.

## Sportlicher Werdegang
Susanne Lackner rudert seit dem 13. Lebensjahr. 2007 errang sie zusammen mit Kathrin Wolff, Marcus Klemp, Michael Sauer und Arne Maury (Steuermann) im Mixed-Vierer mit Steuermann bei der Weltmeisterschaft den ersten Platz, bei den Paralympics in Peking landete dieselbe Mannschaft auf Platz 4. In den nachfolgenden Jahren wurde Lackner mehrfach für Weltmeisterschaften (2009 und 2015) und 2016 nochmals für die Paralympischen Spiele nominiert. Auch dort erreichte sie zusammen mit Anke Molkenthin, Tino Kolitscher, Valentin Luz und Steuerfrau Inga Thöne Platz 4.
Seit 2019 ist Susanne Lackner wieder regelmäßig Teil der Vierermannschaft, 2019 konnte diese sich nicht für die Paralympischen Spiele in Tokio qualifizieren. In der Besetzung mit Kathrin Marchand, Marc Lembeck, Jan Helmich, Susanne Lackner sowie Steuerfrau Inga Thöne erreichte der Vierer mit Steuerfrau bei den Europameisterschaften 2022 Platz 3 und 2023 Platz 2, bei der Weltmeisterschaft 2022 erhielt diese Mannschaft die Silbermedaille. Bei der Ruderweltmeisterschaft 2023 in Belgrad war Lackner ebenfalls Teil dieser Mannschaft, die bereits im Vorlauf den ersten Quotenplatz für die Paralympics 2024 erreichte und im Finale dann die Bronzemedaille errang.
Susanne Lackner startet für den Mannheimer Ruderverein Amicitia.